# Collegio elettorale di Melfi (Camera dei deputati)
Il collegio di Melfi fu un collegio elettorale uninominale della Repubblica Italiana per l'elezione della Camera dei deputati. Apparteneva alla circoscrizione Basilicata e fu utilizzato per eleggere un deputato nella XII, XIII e XIV legislatura.
Venne istituito nel 1993 con la cosiddetta Legge Mattarella (Legge n. 277, Nuove norme per l'elezione della Camera dei deputati), attuata in seguito al referendum abrogativo del 1993. La legge istituì per la Camera dei deputati e per il Senato della Repubblica un sistema di elezione misto, in parte maggioritario e in parte proporzionale. Il 75% dei parlamentari dell'assemblea veniva eletto in collegi uninominali tramite sistema maggioritario a turno unico; il restante 25% alla Camera veniva eletto tramite sistema proporzionale con liste bloccate.
Il collegio venne abolito insieme a tutti gli altri che costituivano la Camera con la promulgazione della legge elettorale successiva, la cosiddetta Legge Calderoli. Questa prevedeva un sistema proporzionale con premio di maggioranza, che alla Camera veniva attribuito a livello nazionale.

## Territorio
Il collegio di Melfi era uno dei 5 collegi uninominali in cui era suddivisa la Basilicata e, come previsto dal D.Lgs. del 20 dicembre 1993 n. 536, era interamente compreso nella provincia di Potenza e comprendeva i seguenti comuni: Acerenza, Atella, Banzi, Barile, Cancellara, Castelgrande, Filiano, Forenza, Genzano di Lucania, Ginestra, Lavello, Maschito, Melfi, Montemilone, Muro Lucano, Oppido Lucano, Palazzo San Gervasio, Pescopagano, Pietragalla, Rapolla, Rapone, Rionero in Vulture, Ripacandida, Ruvo del Monte, San Fele e Venosa.

## Eletti
| Elezione | Elezione | Deputato        | Partito                  |
| -------- | -------- | --------------- | ------------------------ |
|          | 1994     | Donato Pace     | Progressisti (FL)        |
|          | 1996     | Nicola Pagliuca | Polo per le Libertà (FI) |
|          | 2001     | Mario Lettieri  | L'Ulivo (I Dem)          |

## Dati elettorali

### XII legislatura

#### Risultati proporzionale
| Coalizioni        | Coalizioni            | Liste                                 | Liste                              | Voti   | %     |
| ----------------- | --------------------- | ------------------------------------- | ---------------------------------- | ------ | ----- |
|                   | Progressisti          |                                       | Partito Democratico della Sinistra | 16.768 | 23,46 |
|                   | Progressisti          | Movimento per la Democrazia - La Rete | 6.770                              | 9,47   |       |
|                   | Progressisti          | Rifondazione Comunista                | 5.393                              | 7,55   |       |
|                   | Progressisti          | Partito Socialista Italiano           | 4.624                              | 6,47   |       |
|                   | Progressisti          | Federazione dei Verdi                 | 1.620                              | 2,27   |       |
| Totale coalizione | Totale coalizione     | 35.175                                | 49,22                              |        |       |
|                   | Polo del Buon Governo |                                       | Alleanza Nazionale                 | 10.694 | 14,96 |
|                   | Polo del Buon Governo | Forza Italia                          | 8.240                              | 11,53  |       |
| Totale coalizione | Totale coalizione     | 18.934                                | 26,49                              |        |       |
|                   | Patto per l'Italia    |                                       | Partito Popolare Italiano          | 14.200 | 19,87 |
|                   | Socialdemocrazia      | Socialdemocrazia                      | Socialdemocrazia                   | 1.848  | 2,59  |
|                   | Autonomia Socialista  | Autonomia Socialista                  | Autonomia Socialista               | 804    | 1,12  |
|                   | Unione Mediterranea   | Unione Mediterranea                   | Unione Mediterranea                | 317    | 0,44  |
|                   | Insieme per Cambiare  | Insieme per Cambiare                  | Insieme per Cambiare               | 193    | 0,27  |
| Totale            | Totale                | Totale                                | Totale                             | 71.471 |       |

#### Risultati uninominale
|                               | Donato Pace ✔️ Eletto | Progressisti                                      | 30 170 | 43,15 |  |  |  |  |  |
|                               | Emilio D'Andrea       | Polo del Buon Governo (FI - AN - CCD - UDC - PLD) | 25 464 | 36,42 |  |  |  |  |  |
|                               | Nicola Savino         | Patto per l'Italia - Autonomia Socialista         | 14 289 | 20,44 |  |  |  |  |  |
| Totale                        | Totale                | Totale                                            | 69 923 | 100   |  |  |  |  |  |
|                               |                       |                                                   |        |       |  |  |  |  |  |
| Fonte: Ministero dell'interno |                       |                                                   |        |       |  |  |  |  |  |

### XIII legislatura

#### Risultati proporzionale
| Coalizioni        | Coalizioni                         | Liste                                     | Liste                              | Voti   | %     |
| ----------------- | ---------------------------------- | ----------------------------------------- | ---------------------------------- | ------ | ----- |
|                   | L'Ulivo                            |                                           | Partito Democratico della Sinistra | 17.459 | 24,67 |
|                   | L'Ulivo                            | Popolari per Prodi (PPI-SVP-PRI-UD-Prodi) | 10.003                             | 14,13  |       |
|                   | L'Ulivo                            | Rinnovamento Italiano                     | 3.882                              | 5,49   |       |
|                   | L'Ulivo                            | Federazione dei Verdi                     | 1.494                              | 2,11   |       |
| Totale coalizione | Totale coalizione                  | 32.838                                    | 46,40                              |        |       |
|                   | Polo per le Libertà                |                                           | Forza Italia                       | 12.349 | 17,45 |
|                   | Polo per le Libertà                | Alleanza Nazionale                        | 10.736                             | 15,17  |       |
|                   | Polo per le Libertà                | CCD-CDU                                   | 6.137                              | 8,67   |       |
| Totale coalizione | Totale coalizione                  | 29.222                                    | 41,29                              |        |       |
|                   | Progressisti                       |                                           | Rifondazione Comunista             | 6.475  | 9,15  |
|                   | Movimento Sociale Fiamma Tricolore | Movimento Sociale Fiamma Tricolore        | Movimento Sociale Fiamma Tricolore | 1.137  | 1,61  |
|                   | Lista Pannella - Sgarbi            | Lista Pannella - Sgarbi                   | Lista Pannella - Sgarbi            | 800    | 1,13  |
|                   | Mani Pulite                        | Mani Pulite                               | Mani Pulite                        | 294    | 0,42  |
| Totale            | Totale                             | Totale                                    | Totale                             | 70.769 |       |

#### Risultati uninominale
|                               | Nicola Pagliuca ✔️ Eletto | Polo per le Libertà | 34 360 | 50,52 |  |  |  |  |  |
|                               | Giuseppe Di Lello Finuoli | Progressisti        | 29 018 | 42,67 |  |  |  |  |  |
|                               | Benito Arnaldo Recine     | Fiamma Tricolore    | 4 628  | 6,81  |  |  |  |  |  |
| Totale                        | Totale                    | Totale              | 68 006 | 100   |  |  |  |  |  |
|                               |                           |                     |        |       |  |  |  |  |  |
| Fonte: Ministero dell'interno |                           |                     |        |       |  |  |  |  |  |

### XIV legislatura

#### Risultati proporzionale
| Coalizioni        | Coalizioni              | Liste                                 | Liste                   | Voti   | %     |
| ----------------- | ----------------------- | ------------------------------------- | ----------------------- | ------ | ----- |
|                   | L'Ulivo                 |                                       | Democratici di Sinistra | 13.846 | 19,62 |
|                   | L'Ulivo                 | La Margherita (Dem - PPI - RI- UDEUR) | 13.597                  | 19,27  |       |
|                   | L'Ulivo                 | Il Girasole (FdV - SDI)               | 4.465                   | 6,33   |       |
|                   | L'Ulivo                 | Comunisti Italiani                    | 2.585                   | 3,66   |       |
| Totale coalizione | Totale coalizione       | 34.493                                | 48,88                   |        |       |
|                   | Casa delle Libertà      |                                       | Forza Italia            | 16.160 | 22,90 |
|                   | Casa delle Libertà      | Alleanza Nazionale                    | 7.432                   | 10,53  |       |
|                   | Casa delle Libertà      | Nuovo PSI                             | 1.741                   | 2,47   |       |
| Totale coalizione | Totale coalizione       | 25.333                                | 35,90                   |        |       |
|                   | Lista Di Pietro         | Lista Di Pietro                       | Lista Di Pietro         | 3.328  | 4,72  |
|                   | Democrazia Europea      | Democrazia Europea                    | Democrazia Europea      | 2.870  | 4,07  |
|                   | Rifondazione Comunista  | Rifondazione Comunista                | Rifondazione Comunista  | 2.855  | 4,05  |
|                   | Lista Pannella - Bonino | Lista Pannella - Bonino               | Lista Pannella - Bonino | 839    | 1,19  |
|                   | Fiamma Tricolore        | Fiamma Tricolore                      | Fiamma Tricolore        | 664    | 0,94  |
|                   | Paese Nuovo             | Paese Nuovo                           | Paese Nuovo             | 128    | 0,18  |
|                   | Abolizione scorporo     | Abolizione scorporo                   | Abolizione scorporo     | 63     | 0,09  |
| Totale            | Totale                  | Totale                                | Totale                  | 70.573 |       |

#### Risultati uninominale
|                               | Mario Lettieri ✔️ Eletto | L'Ulivo            | 36 880 | 51,25 |  |  |  |  |  |
|                               | Nicola Pagliuca          | Casa delle Libertà | 25 538 | 35,49 |  |  |  |  |  |
|                               | Tommaso Bufano           | Democrazia Europea | 4 937  | 6,86  |  |  |  |  |  |
|                               | Sergio Manieri           | Lista Di Pietro    | 3 024  | 4,20  |  |  |  |  |  |
|                               | Benito Arnaldo Recine    | Fiamma Tricolore   | 1 575  | 2,19  |  |  |  |  |  |
| Totale                        | Totale                   | Totale             | 71 954 | 100   |  |  |  |  |  |
|                               |                          |                    |        |       |  |  |  |  |  |
| Fonte: Ministero dell'interno |                          |                    |        |       |  |  |  |  |  |